# Władysławów (gemeente)
De gemeente Władysławów is een landgemeente in het Poolse woiwodschap Groot-Polen, in powiat Turecki.
De zetel van de gemeente is in Władysławów.
Op 30 juni 2004 telde de gemeente 7763 inwoners.

## Oppervlakte gegevens
In 2002 bedroeg de totale oppervlakte van gemeente Władysławów 90,71 km², waarvan:
- agrarisch gebied: 66%
- bossen: 21%

De gemeente beslaat 9,76% van de totale oppervlakte van de powiat.

## Demografie
Stand op 30 juni 2004:
| Omschrijving                   | Totaal | Totaal | Vrouwen | Vrouwen | Mannen | Mannen |
| ------------------------------ | ------ | ------ | ------- | ------- | ------ | ------ |
| eenheid                        | aantal | %      | aantal  | %       | aantal | %      |
| inwoners                       | 7763   | 100    | 3917    | 50,5    | 3846   | 49,5   |
| bevolkingsdichtheid (inw./km²) | 85,6   | 85,6   | 43,2    | 43,2    | 42,4   | 42,4   |

In 2002 bedroeg het gemiddelde inkomen per inwoner 1412,87 zł.

## Aangrenzende gemeenten
Brudzew, Kościelec, Krzymów, Tuliszków, Turek